# Gloria Katz
Gloria Katz (Los Angeles, 25 de outubro de 1942 — Los Angeles, 25 de novembro de 2018) foi uma roteirista e produtora cinematográfica norte-americana.